# جرمی ایروین
جرمی ایروین (انگلیسی: Jeremy Irvine؛ زادهٔ ۱۸ ژوئن ۱۹۹۰) یک هنرپیشه اهل بریتانیا است. 
وی از سال ۲۰۰۹ میلادی تاکنون مشغول فعالیت بوده‌است.

## فیلم‌شناسی

### فیلم
| سال  | نام                        | نقش                  |
| ---- | -------------------------- | -------------------- |
| ۲۰۱۱ | اسب جنگی                   | Albert Narracott     |
| ۲۰۱۲ | الان خوبه                  | Adam                 |
| ۲۰۱۲ | آرزوهای بزرگ               | Philip "Pip" Pirrip  |
| ۲۰۱۳ | مرد راه‌آهن                 | Eric Lomax           |
| ۲۰۱۴ | یک شب در مکزیک قدیم        | Gally                |
| ۲۰۱۴ | دور از دسترس               | Ben                  |
| ۲۰۱۵ | زن سیاه پوش: فرشته مرگ     | Harry Burnstow       |
| ۲۰۱۵ | استون‌وال                   | Danny Winters        |
| ۲۰۱۷ | این زیبای خارق‌العاده       |                      |
| ۲۰۱۸ | باشگاه پسران میلیاردر      | Kyle Biltmore        |
| ۲۰۱۸ | ماما میا! دوباره شروع کنیم | Young Sam Carmichael |
| ۲۰۱۹ | تپه‌های بهشت                | Markus               |
| ۲۰۱۹ | پروفسور و مرد دیوانه       | Charles Hall         |
| ۲۰۱۹ | منتهای حد کمال             | William Pitsenbarger |